# Тбилисский танкоремонтный завод
Тбилисский танкоремонтный завод — промышленное предприятие, расположенное в черте города Тбилиси. Предприятие производит ремонт танков.

## История
142-й танкоремонтный завод был создан в 1941 году.
В декабре 1992 года завод был переведён на баланс министерства обороны Грузии.
В ноябре 2004 года заместитель начальника генерального штаба вооруженных сил Грузии Леван Николаишвили и представители генштаба РФ подписали соглашение о передаче завода министерству обороны Грузии к 30 января 2005 года. На практике, процесс передачи осложнили финансовые споры: предприятие имело задолженность грузинским структурам по налогам, коммунальным платежам и т. д., грузинская сторона имела задолженность перед ГРВЗ по оплате за ремонт бронетехники. Процесс передачи имущества был завершён в июне 2005 года, в это время производственные мощности завода были рассчитаны на ремонт до 45 единиц бронетанковой техники в месяц, но на полную мощность завод не функционировал.
В 2007 году израильская компания «Elbit Systems» заключила контракт, в соответствии с которым на заводе была проведена модернизация танков Т-72 грузинской армии до уровня T-72SIM-1.
После окончания войны в Грузии завод был передан в НТЦ «Дельта».
В дальнейшем, на заводе был освоен выпуск бронемашин «Дидгори».

## Продукция

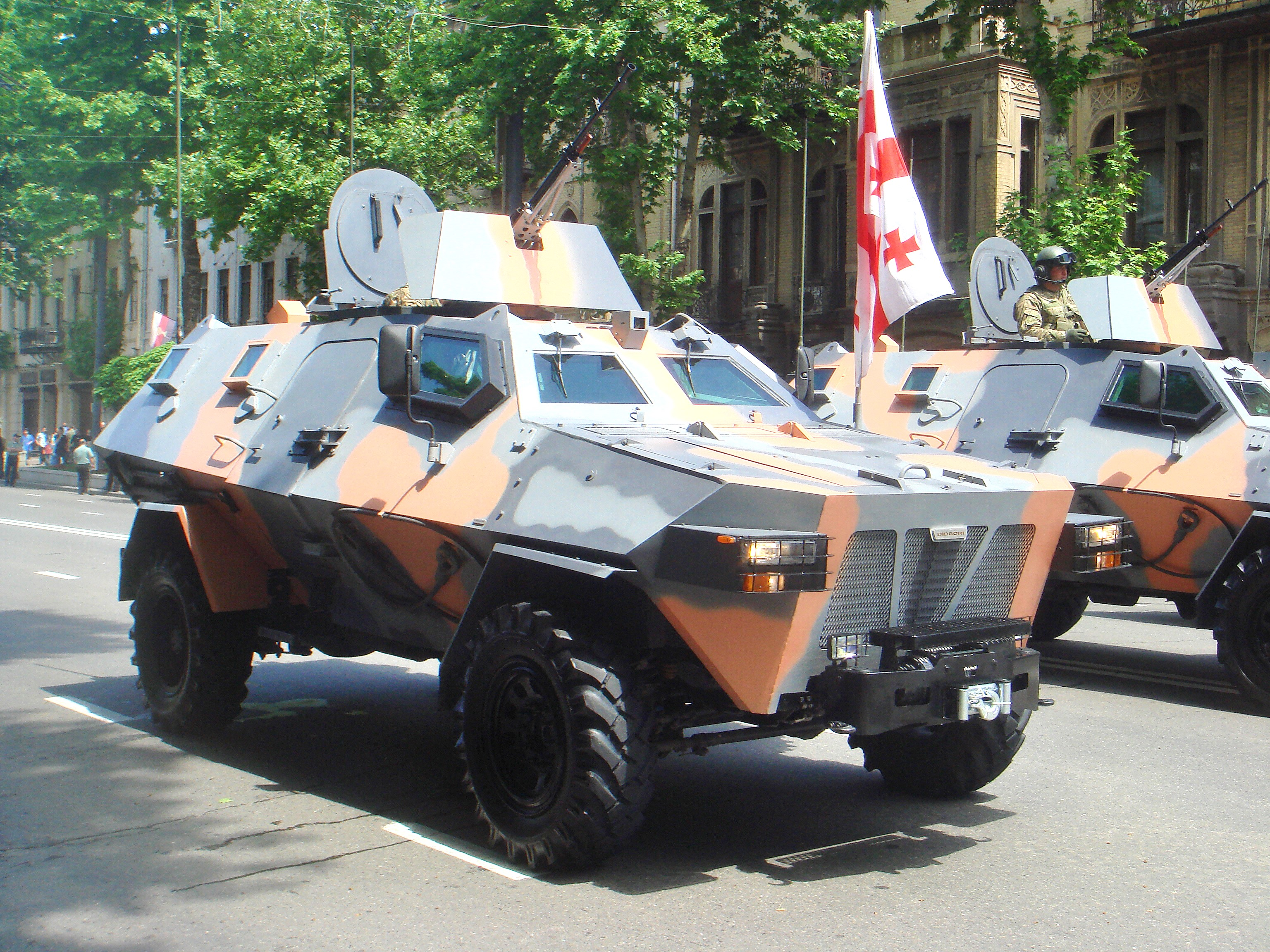
Бронеавтомобиль «Didgori-1», выпускается заводом с 2011 г.
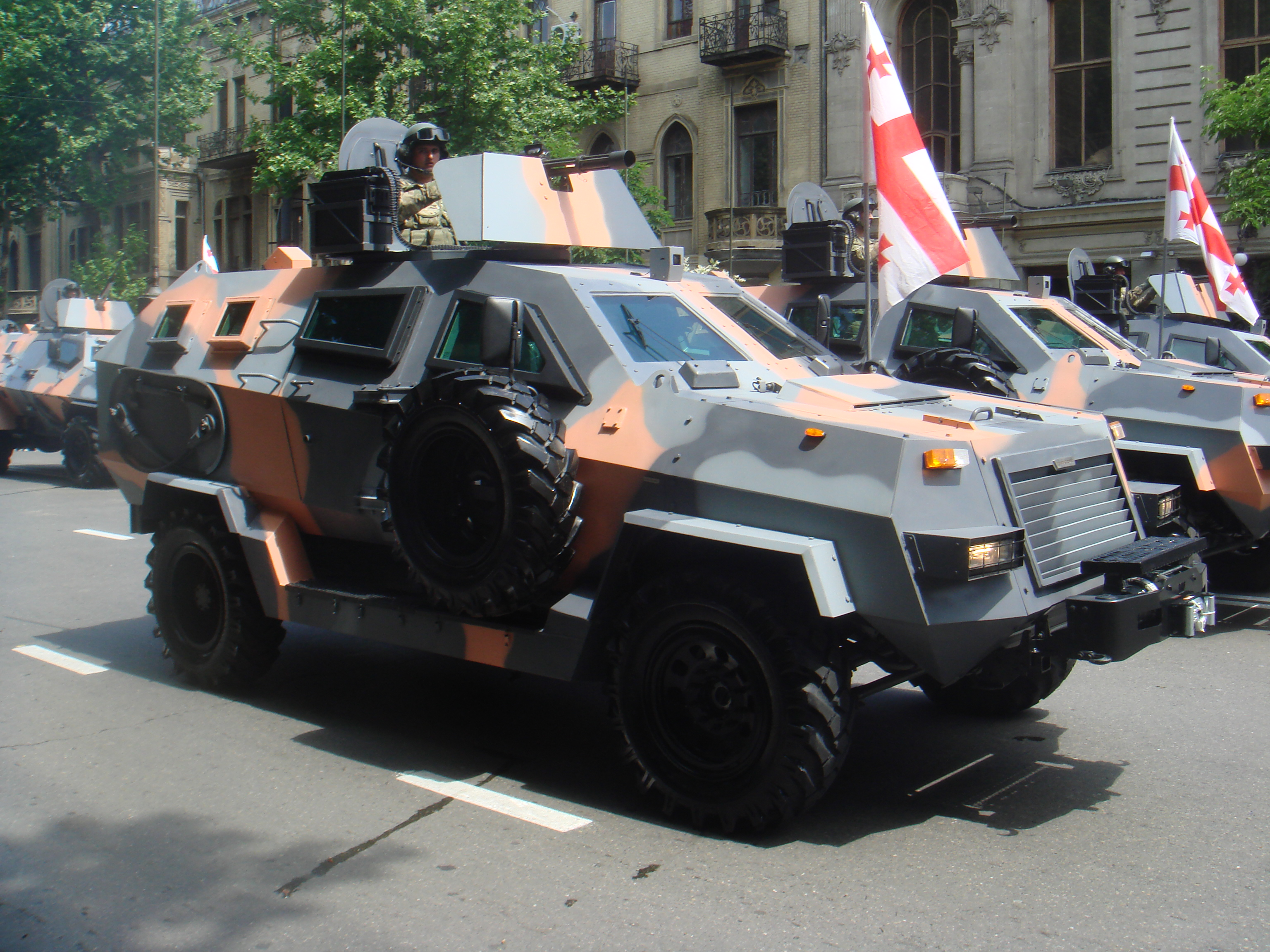
Бронеавтомобиль «Didgori-2», выпускается заводом с 2011 г.
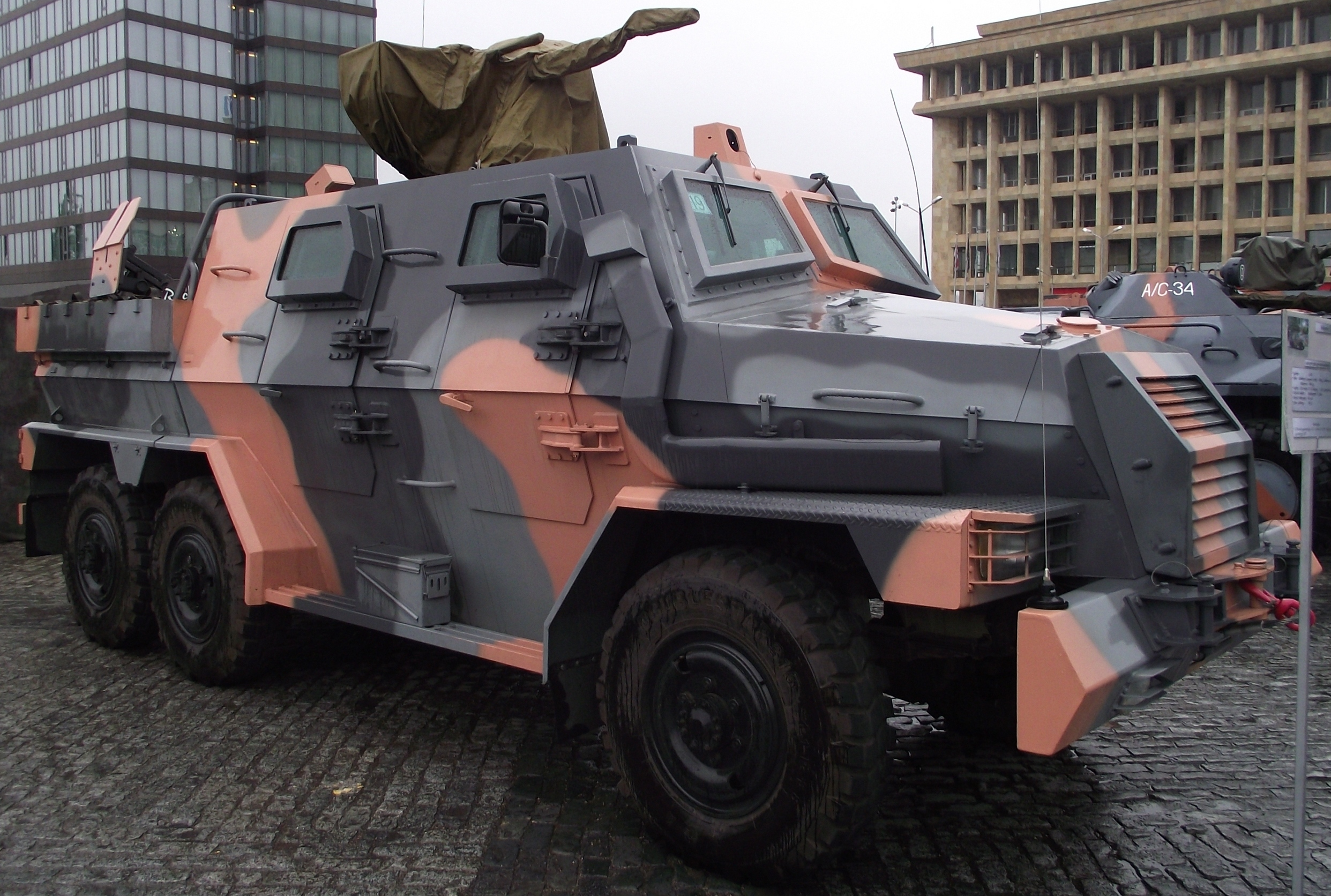
Бронетранспортер «Didgori-3», выпускается заводом с 2012 г.